# 林煥章
林 煥章（りん かんしょう、生没年不詳）は、江戸時代中期の日本の篆刻家である。
名は魏、字を成功、煥章は法号。 京都の人。

## 略伝
京都に住んでいた年少の頃、高芙蓉に篆刻を学び、煥章の号を与えられる。しかし、その印風は初期江戸派に近いとされる。当時その篆刻の技は海内無双と称された。浪華や関東を遊歴後、東武八王子の吉祥寺の住持となり、善知識としてその名が聞こえた。印譜に『煉金集印譜』（宝暦3年・1753年）がある。